# Adbacum Festival
Adbacum Festival este un festival de muzică techno din România. Acesta se va desfășura  în minicipiul Bacău la CAEx - Centrul de Afaceri și Expoziții "Mircea Cancicov" Bacău

## Artiști

### 2018(Prima Ediție)
- Dubfire Arhivat în 20 august 2018, la Wayback Machine.
- Deborah De Luca Arhivat în 20 august 2018, la Wayback Machine.
- Joey Daniel Arhivat în 20 august 2018, la Wayback Machine.
- Alex Kennon Arhivat în 20 august 2018, la Wayback Machine.
- Mahony Arhivat în 20 august 2018, la Wayback Machine.
- Olivian Nour Arhivat în 20 august 2018, la Wayback Machine.
- Cugler
- iar Arhivat în 20 august 2018, la Wayback Machine.
- Vid aka Egal 3 Arhivat în 20 august 2018, la Wayback Machine.
- Just2 Arhivat în 20 august 2018, la Wayback Machine.
- Luca M Arhivat în 20 august 2018, la Wayback Machine.

and many more..